# Pauline Frasca
Pauline Frasca, avstralska veslačica, * 1. julij 1980, Sale, Viktorija.